# Pseudapis punctata
Pseudapis punctata är en biart som först beskrevs av Cameron 1905.  Pseudapis punctata ingår i släktet Pseudapis och familjen vägbin. Inga underarter finns listade i Catalogue of Life.